# エヴェレット・ピアノ・カンパニー
エヴェレット・ピアノ・カンパニー（Everett Piano Company）または単にエヴェレット・ピアノは、ジョン・チャーチ・カンパニーによって創業されたピアノ製造会社である。以前はヤマハによって所有されていた。

## 歴史
1883年にジョン・チャーチ・カンパニーによってマサチューセッツ州ボストンで創業された。当時はピアノ産業のトップ企業の一つであった。1926年6月、エヴェレットはCable-Nelson Pianoと合併し、ボストンからミシガン州サウスヘイヴンへ移転した。

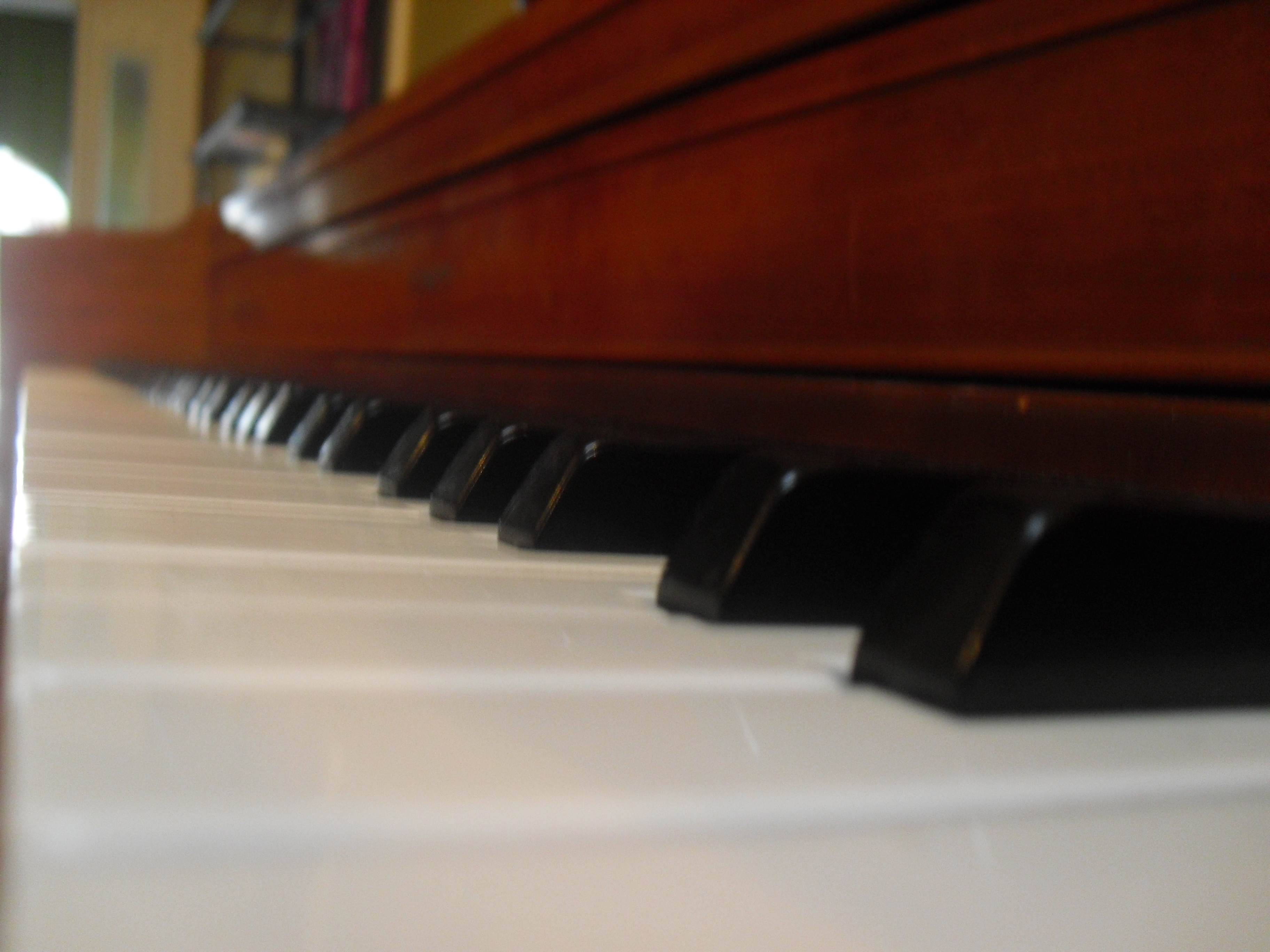
エヴェレットピアノの鍵盤。

多くの作曲家がエヴェレットのピアノを使用したが、小型のピアノに対する需要が増した。それに応えて、エヴェレットはグランドピアノの製造から離れ、1946年に小型ピアノのみを作った。
エヴェレットは静電リードオルガンも開発し、1935年から1941年までOrgatronブランドを製造した。第二次世界大戦によって生産が休止する前に、この事業はルドルフ・ウーリッツァー・カンパニーに売却され、ピアノに焦点を再び合わせた。
1949年、John A. Hensがdyna-tensionスケールを開発した。これはより良い音を可能にするためにピアノの弦をより高い張力の下に置く。Balanced Tension Backを持つエヴェレットピアノのみがこの特徴を有していた。
1962年、ハモンドオルガン・カンパニーがピアノ産業に参入するためにエヴェレット・ピアノ・カンパニーを買収した。その後の1973年、ヤマハがエヴェレット・ピアノ・カンパニーを購入し、サウスヘイヴンでヤマハピアノとエヴェレットピアノを共に製造した。ヤマハが1986年にジョージア州トーマストンの工場にピアノ生産を移した時、エヴェレットピアノはヤマハとの契約によってボールドウィン・ピアノ・アンド・オルガン・カンパニーによってサウスヘイヴンでの製造が続けられた。しかしながら、この契約はその後に打ち切られ、エヴェレット社は最終的に1989年に終わった。